# Кен Карпентер
Вільям Кеннет Карпентер (англ. William Kenneth Carpenter; нар. 19 квітня 1913 — пом. 15 березня 1984) — американський легкоатлет, який спеціалізувався в метанні диска.

## Із життєпису
Олімпійський чемпіон з метання диска (1936).
Чемпіон США з метання диска (1935, 1936). Срібний призер чемпіонату США з метання диска (1937).
Срібний призер олімпійських відбіркових змагань США з метання диска (1936).
Ексрекордсмен США з метання диска.
По завершенні спортивної кар'єри займався тренерсько-викладацькою діяльністю.